# Jeunes MR
 (août 2018).
Les informations dans cet article sont mal organisées, redondantes, ou il existe des sections bien trop longues. Structurez-le ou soumettez des propositions en page de discussion.
Avec le temps, il arrive que le contenu présent dans un article devienne désordonné. Il est souvent nécessaire de réorganiser l'article de fond en comble.
- Il faut tout d’abord répartir le contenu de l'article en plusieurs sections. Les informations doivent ensuite être exposées clairement et le plus synthétiquement possible, regroupées par sujet afin d'éviter les doublons. Quelqu'un cherchant une information précise doit pouvoir la trouver rapidement en lisant la section appropriée.
- À l'intérieur de chaque section, le texte, souvent initialement sous la forme de phrases éparses, doit être regroupé dans des paragraphes de quelques lignes, en assurant un enchaînement logique et une cohérence entre les phrases.
- Lorsque l'article ou l'une de ses sections développe trop longuement un point qui n'est pas dans le cœur du sujet traité, il convient de faire une synthèse et de transférer l'ancien contenu dans des articles plus appropriés (en cas de transfert, il faut impérativement respecter la procédure Aide:Scission).

Si vous pensez que ces points ont été résolus, vous pouvez retirer ce bandeau et améliorer le plan d'un autre article.
 (août 2018).
 (avril 2014).
Si vous disposez d'ouvrages ou d'articles de référence ou si vous connaissez des sites web de qualité traitant du thème abordé ici, merci de compléter l'article en donnant les références utiles à sa vérifiabilité et en les liant à la section « Notes et références ».
 (novembre 2019).
Les Jeunes MR est une organisation de jeunesse politique sur le territoire de la communauté française de Belgique reconnue par la Fédération Wallonie-Bruxelles. Elle rassemble des individus âgés entre 15 et 35 ans.
Les Jeunes MR partagent les valeurs du parti politique Mouvement réformateur (MR) tout en étant dans une structure indépendante. Leur objectif initial est d’intéresser les jeunes à la politique, notamment pour les sensibiliser aux projets réformateurs.

## Organisation
Les Jeunes MR sont présents à travers les fédérations provinciales Wallonie et régionale Bruxelles-Capitale. Ils comptent aujourd'hui plus de 110 sections locales. 

## Historique

### Des JLP à la scission de la Fédération nationale
En 1966, les JLP rassemblent plus de 19 000 adhérents mais déjà les tiraillements communautaires entre Flamands, Wallons et Bruxellois se font ressentir. La fédération nationale des JLP se scindera quelques années plus tard, bien qu'elle soit le plus grand mouvement de jeunesse politique de Belgique et le seul mouvement national et indépendant d'un parti, dont Charles Petitjean était le président.

### Des JunioR aux Jeunes MR
En janvier 2013, Lora Nivesse est élue face à Françoise Parent. Elle lance la plateforme Génération Défi, qui sert de relai entre les Jeunes MR et le MR. Elle est réélue en janvier 2015 mais démissionne très rapidement laissant la présidence au Liégeois Mathieu Bihet. En octobre 2019, Steve Detry lui succède. Ce dernier démissionne en 2020 et c'est Laurie Semaille qui reprend le flambeau en tant que présidente ad interim.
En octobre 2021, Laura Hidalgo est élue présidente.
En octobre 2023, Laura Hidalgo est réélue pour 2 ans, à une courte majorité (50,27%), épaulée par les vices- présidents Guillaume Soupart et Théo Jacque qui devient à seulement 19 ans le deuxième plus jeune vice-président de l’organisation .